# Brugnato
Brugnato (ligur nyelven Brignê vagy Brignæ) település Olaszországban, Liguria régióban, La Spezia megyében. Lakosainak száma 1283 fő (2023. január 1.). Brugnato Borghetto di Vara, Rocchetta di Vara, Sesta Godano és Zignago községekkel határos.

## Népesség
A település népességének változása:
| Lakosok száma | 1298 | 1309 | 1283 |
|               | 2017 | 2018 | 2023 |